# Leucania lilloana
Leucania lilloana là một loài bướm đêm trong họ Noctuidae.